# Mojen
Mojen (persiska: مجن) är en ort i Iran.   Den ligger i provinsen Semnan, i den norra delen av landet, 300 km öster om huvudstaden Teheran. Mojen ligger 2 055 meter över havet och antalet invånare är 5 526.
Terrängen runt Mojen är kuperad åt nordost, men åt sydväst är den bergig.Runt Mojen är det mycket glesbefolkat, med 5 invånare per kvadratkilometer. Mojen är det största samhället i trakten. Trakten runt Mojen består i huvudsak av gräsmarker.